# Schönenberg (Schwarzwald)
Schönenberg település Németországban, azon belül Baden-Württembergben. Lakosainak száma 344 fő (2023. december 31.).

## Népesség
A település népessége az elmúlt években az alábbi módon változott:
| Lakosok száma | 320  | 318  | 294  | 317  | 323  | 343  | 335  | 347  | 352  | 344  |
|               | 1961 | 1967 | 1974 | 1980 | 1986 | 1993 | 1999 | 2005 | 2012 | 2023 |